# Sabak Ha
Sabak Ha – naturalna wapienna jaskinia krasowa (cenote), na Jukatanie, w Meksyku.

## Opis jaskini
Według naukowców jaskinia nigdy nie była sucha, o czym może świadczyć np. brak stalaktytów i stalagmitów. Temperatura wody jest stała i wynosi 24 stopnie Celsjusza. Jaskinia położona jest 1,5 godziny drogi od Meridy. Dostęp do powierzchni wody jest utrudniony – zazwyczaj wymaga zastosowania technik wspinaczkowych. Osiągnięcie lustra wody wymaga opuszczenia sprzętu i nurka za pomocą lin.

## Historia prób zbadania głębokości jaskini
Do tej pory nie potwierdzono ostatecznej głębokości jaskini Sabak Ha. Jaskinia może osiągać głębokość ok. 200 m. Nurkowie dotarli jedynie do głębokości 140 m. Jaskinia była penetrowana przez kilka ekspedycji w latach 2008–2010, w tym z udziałem Polaków, Jerzego Błaszczyka i Cezarego Abramowskiego. Podczas wyprawy w roku 2008 powstał film Piwnice diabła, którego autorem był Jacek Szymczak.